# 上田寛
上田 寛（うえだ かん、1947年8月 - ）は、日本の法学者。専門は、犯罪学・刑法、特にソビエト連邦・ロシアの刑法・犯罪学。学位は、博士（法学）（立命館大学・論文博士）。立命館大学名誉教授。学校法人立命館専務理事。

## 経歴
- 1947年 徳島市に出生。
- 徳島市立沖洲小学校、徳島大学学芸学部附属中学校（現：鳴門教育大学附属中学校）、徳島県立城南高等学校卒業
- 1966年 京都大学法学部入学
- 1970年 京都大学法学部卒業、同大学院法学研究科博士前期課程進学。1972年 法学修士
- 1974年 京都大学大学院法学研究科博士後期課程単位取得中退、京都大学助手
- 1977年 立命館大学法学部助教授
- 1985年 立命館大学法学部教授
- 2004年 立命館大学法科大学院教授

## 学位
- 法学博士（立命館大学）

## 人物
眉毛が薄く強面な人相であり、犯罪学を専門としていることと絡めてしばしば自虐ネタとしている。

## 著書
- ソビエト犯罪学史研究・著書 成文堂・1985
- 刑法各論講義［共著］・教科書 有斐閣・1987
- 現代刑法学原論［総論］改訂版［執筆グループへの参加］・教科書 三省堂・1987
- 刑事政策講義 ［共著］・教科書 有斐閣・1988
- Преступность и криминология в современной Японии・著書 プログレス（モスクワ）・1989
- 現代刑法入門・著書（共著） 有斐閣・1996
- 挑戦をうける刑事司法（共編著） 日本評論社・2001
- 犯罪学講義・教科書 成文堂・2004
- 国際組織犯罪の現段階 ─ 世界と日本 ─（編著）日本評論社・2007
- 未完の刑法（共著） 成文堂・2008

## 論説
- ソ連における組織犯罪の研究・学術月報 45巻 8号・1992
- 「刑罰論」について・徐・井戸田編著『現代中国刑事法論』所収・1992
- 刑法における階級性原理をめぐって―「ソビエト刑法」とは何であったのか―・立命館法学 第225/226号・1993
- People's Participation in Criminal Justice: Japanese Variant・Ritsumeikan Law Review, No.9・1994
- 最近のロシアの犯罪事情 ロシア・ユーラシア経済調査資料 No.748・1994
- ラスコーリニコフの周辺 ─ドストエフスキーの『罪と罰』をめぐって─・立命館法学 243/244号・1996
- インターネットで外国法(11)：ロシア法・法学セミナー No.507・1997
- 刑事責任の実質をめぐって──「ソビエト刑法」とは何であったのか──・『中山研一先生古稀祝賀論文集第3巻・刑法の理論』所収・1997
- 犯罪と新刑法典の制定・『体制転換期ロシアの法改革』所収・1998
- Changes in Patterns of Crime in Japan -Has the Myth of Personal Safety Been Destroyed ?-・Ritsumeikan Law Review, No.14・1998
- ロシアにおける陪審裁判の復活・『民衆司法と刑事法学─庭山英雄先生古稀祝賀記念論文集─』所収・1999
- 社会主義と犯罪現象──ソビエト・ロシアにおける犯罪現象について──・『転換期の刑事法学─井戸田侃先生古稀祝賀記念論文集─』所収・1999
- いわゆる「反革命犯罪」をめぐって・『刑事法学の新展開─夏目文雄先生古希記念論文集─』所収・1999
- 法学部教育の現在とロースクール構想・法学セミナー増刊号・法学入門2000・2000
- 検事監督制度からの離脱――ロシア連邦における公判前手続の改革――・立命館大学法学部100周年記念論文集(上)・2001
- 犯罪現象の変化をどう見るか──刑事立法問題を契機としての省察──・比較法史研究11号・2003
- 犯罪学の課題について・『民主主義法学・刑事法学の展望─小田中聡樹先生古稀記念論文集─上巻』・2005
- わが国における「外国人犯罪」の問題，立命館法学『吉川教授退職記念論文集』・2006
- グローバリゼーションと国際組織犯罪，立命館法学 310号・2007
- ロシア刑事訴訟法における「当事者主義」原則，『鈴木茂嗣先生古稀祝賀論文集』下巻・2007

## 翻訳
- ピオントコフスキー『マルクス主義と刑法』［中山教授との共訳書］・成文堂・1979
- ホウイスト『比較犯罪学』［中山教授監訳・共訳書］・成文堂・1986
- ロシア連邦刑法典［上野教授との共訳］・日本国際問題研究所資料・1999

## 所属学会
- 日本刑法学会
- 犯罪社会学会
- 民科法律部会
- 比較法学会
- Research Committee 29
- International Sociological Association